# Gesolvateerd elektron
Een gesolvateerd elektron of opgelost elektron is een vrij elektron dat omringd wordt door oplosmiddelmoleculen, waarvan de solvatatiestructuur te vergelijken is met die van anionen en kationen. Indien het medium water is, wordt het ook wel een gehydrateerd elektron genoemd.
Gesolvateerde elektronen spelen een belangrijke rol in een aantal reducties, zoals de Birch-reductie.

## Waarnemingen
De eerste waarneming van een gesolvateerd elektron werd gedaan in 1808 nadat Humphry Davy de alkalimetalen had ontdekt. Gesolvateerde elektronen kunnen niet direct waargenomen worden, maar de blauwe kleur van alkalimetalen in vloeibare ammoniak verraadt hun aanwezigheid. Het meest gebruikte solvent voor de waarneming van gesolvateerde elektronen is vloeibaar ammoniak (bij lage temperatuur, typisch -33°C of lager). Pas in 1980 werd duidelijk dat de elektronen werkelijk vrij waren in de oplossing. Het alkalimetaal - vaak worden lithium, natrium of kalium gebruikt - valt uiteen in een kation en een elektron, beide omringd door oplosmiddelmoleculen. De oplossing is gedurende een bepaalde tijd stabiel.

## In water
Water vormt een kooi (in het Engels ook wel solvent cage genoemd) rond het vrije elektron. Het gesolvateerde elektron is gecoördineerd door ongeveer 6 moleculen water en wordt door waterstofbruggen op zijn plaats gehouden. Dit elektron gedraagt zich als waterstof, maar dan zonder het proton. De elektronenconfiguratie geeft aan dat het in de grondtoestand s-orbitalen beschrijft. Bij excitatie zal het p-type-orbitalen beschrijven.

## Eigenschappen
Eigenschappen van gesolvateerde elektronen worden sterk beïnvloed door de elektron-solvent-interacties.